# Boston Camerata
Le Boston Camerata est un ensemble de musique ancienne fondé à Boston, Massachusetts en 1954 par Narcissa Williamson, au Musée des beaux-arts de Boston, en complément et illustration de la collection d'instruments de musique de ce musée.

## Description
Le Boston Camerata est devenu indépendant et association à but non lucratif en 1974.
De 1969 à 2008, l’ensemble est dirigé par Joel Cohen, qui reste actif en tant que directeur musical honoraire.
Depuis 2008, la direction  artistique de l’ensemble est assurée par la chanteuse d'origine française Anne Azéma,.
Une série d'abonnement est offerte aux résidents de la région de Boston. Des visites aux États-Unis et à l’étranger sont également proposées. En 2011 le Boston Camerata était en résidence à Reims, contribuant à cinq programmes de Musique médiévale française lors des célébrations du 800e anniversaire de la cathédrale Notre-Dame.
Le Boston Camerata offre de nombreux enregistrements sur différents labels comprenant des programmes sur Harmonia Mundi, Erato, Telefunken et Warner Classics. L’ensemble a reçu plusieurs prix, dont le Grand Prix du Disque (1987) pour une version médiévale de la légende de Tristan et Iseult.
Le directeur Joel Cohen et la  directrice artistique Anne Azéma ont tous deux reçu les décorations de l’Ordre des Arts et des Lettres du gouvernement français.

## Discographie
L'ensemble a enregistré pour Erato, Harmonia Mundi, Nonesuch, Vox et Telefunken.
- 1970 – Claudio Monteverdi, Scherzi musicali (LP Vox "Turnabout" TV 34388 S) (OCLC 5114379), (Fiche sur medieval.org)
- 1973 – The Wandering Musicians. Flemish composers in Renaissance Italy (LP Vox "Turnabout" TV S 34512) (OCLC 2951763), (Fiche sur medieval.org)
- 1973 – Courts and Chapels of Renaissance France. Music for voices and early instruments from Paris, Dijon, Genève et Avignon, c. 1450-1600. Boston Camerata et le Brandeis Early Music Ensemble[5] (LP Titanic Records Ti-4) (OCLC 13839328), (Fiche sur medieval.org)
- 1974 – Musica Teutonica. German music of the Middle Ages and Renaissance (LP Telefunken 642629AW) (OCLC 4838689), (Fiche sur medieval.org)
- 1974 – A Renaissance Christmas (1974, LP Vox "Turnabout" TV S 34 569, CD Vox Allegretto) (OCLC 33891848), (Fiche sur medieval.org)
- 1975 – A Medieval Christmas (Elektra/Nonesuch 9 71315-2) (OCLC 26747050) (Fiche sur medieval.org)
- 1976 – The Roots of American Music : Renaissance melodies in traditional music of the New World (cassette Advent E1062) (OCLC 8742147), (Fiche sur medieval.org)
- 1978 – Marc-Antoine Charpentier, Messe de Minuit sur des airs de Noël (LP Telefunken 642630) (OCLC ), (Fiche sur medieval.org)
- 1978 – Sing We Noel. Christmas Music from England & Early America (Nonesuch 9 71354) (OCLC 20608094), (Fiche sur medieval.org)
- 1978 – Musique Judéo-baroque. Rossi, Saladin, Grossi (février 1978, Harmonia mundi HMA 190 1021) (OCLC 906568409), (Fiche sur medieval.org)
- 1979 – Nativitat en Occitania e endacòm mai (août 1979, LP Ventadorn VTD 324) (OCLC 799703719), (Fiche sur medieval.org)
- 1979 – Music of Josquin des Pres (LP Titanic Ti-22) (OCLC 9880664), (Fiche sur medieval.org)
- 1980 – Henry Purcell, Didon et Énée (LP Harmonia Mundi HM 10067) (OCLC 7892091) (Fiche sur medieval.org)
- 1980 – Pierre Certon, Chansons – Messe "Sus le pont d'Avignon" (août 1979, Harmonia Mundi "Musique d'abord" HMA 190 1034) (OCLC 24206687), (Fiche sur medieval.org)
- 1981 – Josquin Des Prez, Missa Pange Lingua (LP Harmonia mundi HM 5119) (OCLC 12917337), (Fiche sur medieval.org)
- 1981 – Chants de l'exil. Songs from Jewish Musicians in Exile. Musiciens juifs en Europe 1200-1600. Erato STU 71429 (LP). (Fiche sur medieval.org)
- 1983 – E viva Venezia. The Boston Camerata, New York Cornet and Sacbut Ensemble (mai 1891, LP Erato STU 71497) (OCLC 13855164), (Fiche sur medieval.org)
- 1984 – La Primavera. La Nature dans la Musique de la Renaissance (mai 1981, LP Erato STU 71545) (OCLC 20816805), (Fiche sur medieval.org)
- 1985 – A Renaissance Christmas (décembre 1985, Elektra/Nonesuch 9 79134-2) (OCLC 14917891), (Fiche sur medieval.org)
- 1985 – Guillaume de Machaut, Messe de Nostre-Dame & Chansons (LP Harmonia mundi HMC 5122). (Fiche sur medieval.org)
- 1986 – L'Homme armé : 1450-1650. Musique de guerre et de paix (octobre 1984, Erato ECD 88168) (OCLC 15145968), (Fiche sur medieval.org)
- 1987 – Tristan et Iseult. Une légende du Moyen-Age en musique et en poésie (septembre 1987, Erato ECD 75528) (OCLC 233597858), (Fiche sur medieval.org)
- 1989 – The Sacred Bridge. Jews & Christians in Medieval Europe (janvier 1989, Erato 292-45513-2) (OCLC 26403772), (Fiche sur medieval.org)
- 1989 – Noël, Noël. Noël français. French Christmas Music 1200 – 1600 (janvier 1989, Erato 22992-45420-2) (OCLC 28678097), (Fiche sur medieval.org)
- 1990 – New Britain. Les Racines du Folksong Américain (Erato 2292-45474-2 / Apex 2564 61984-2) (OCLC 26131661), (BNF 39966311), (Fiche sur medieval.org)
- 1991 – The American Vocalist. Spirituals and Folk Hymns, 1850-1870 (novembre 1991, Erato 2292-45818-2) (OCLC 29582369), (Fiche sur medieval.org)
- 1991 – Le Roman de Fauvel. The Boston Camerata et Ensemble P.A.N. (janvier 1991, Erato 4509-96392-2) (OCLC 33066388), (Fiche sur medieval.org)
- 1991 – A Baroque Christmas. Musique de Monteverdi, Purcell, Schein, Charpentier et auteurs anonymes (mai 1991, Elektra/Nonesuch 7559 79265-2) (OCLC 27001902) (Fiche sur medieval.org)
- 1992 – Jean Gilles, Requiem - The Boston Camerata, Chœurs du Festival d'Aix-en-Provence ; Ensemble vocal Sagittarius (16-17 juillet 1989 et 8 août 1992, Erato 2292-45989-2) (OCLC 30119842), (Fiche sur medieval.org)
- 1992 – Nueva España. Close Encounters with the New World, 1590-1690 (juillet 1992, Erato 2292 45977-2) (OCLC 30732086), (Fiche sur medieval.org)
- 1993 – An American Christmas. Carols, hymns and spirituals, 1770-1870 - The Boston Camerata et autres ensembles (mars 1993, Erato 4509-92874-2) (OCLC 29194744), (Fiche sur medieval.org)
- 1994 – Simple Gifts. Shakers Chants and Spirituals - The Boston Camerata, Schola Cantorum of Boston (25-29 août 1994, Erato 4509-98491-2) (OCLC 33833953), (Fiche sur medieval.org)
- 1994 – Lamentations : Holy Week en Provence. Gilles, Bouzignac, Carpentras (avril 1994, Erato 4509-98480-2 / Apex) (OCLC 32607229 et 733266839), (Fiche sur medieval.org)
- 1994 – Trav'ling Home. American Spirituals (1770-1870) - The Boston Camerata et autres ensembles (mars 1993, Erato 0630-12711-2) (OCLC 29194744), (Fiche sur medieval.org)
- 1995 – John Dowland, Farewell Unkind. Songs & dances (23-26 mai 1995, Erato 0630 12704-2) (OCLC 36094733) (Fiche sur medieval.org)
- 1996 – Angels. Voices from Eternity (février 1996, Erato 0630-14773-2), (OCLC 37539390), (Fiche sur medieval.org)
- 1996 – Carmina Burana (28 juin–3 juillet 1996, Erato 0630 14987-2 / Apex 2564 62084-2) (OCLC 37382582), (Fiche sur medieval.org)
- 1997 – Douce Beauté. Pierre Guédron et l'Air de Cour, 1590-1640 (15-22 avril 1997, Erato 3984 21656-2) (OCLC 39401826), (Fiche sur medieval.org)
- 1997 – Liberty Tree. American Music 1776-1861 (15-19 septembre 1997, Erato 3984-21668-2) (OCLC 41061342), (Fiche sur medieval.org)
- 1997 – What then is love ? An Elizabethan Songbook (15-22 mai 1997, Erato 23417) (OCLC 41928766), (Fiche sur medieval.org)
- 2000 – Golden Harvest. More Shaker Chants and Spirituals. The Boston Camerata et autres ensembles (juin/juillet 2000, Glissando 020) (OCLC 78573530), (Fiche sur medieval.org)
- 2005 – A Mediterranean Christmas. Songs of celebration from Spain, Provence, Italy & Middle East, 1200-1900. The Boston Camerata et Sharq Arabic Music Ensemble[6] (29 juin–3 juillet 2005, Warner "Classics" 2564-62560-2) (OCLC 62476359), (Fiche sur medieval.org)

Compilation :
- 1997 – With Joyful Voice (3CD Nonesuch 79303) (OCLC 47038656), (Fiche sur medieval.org)

1. - 1974 – A Renaissance Christmas
  - 1975 – A Medieval Christmas
  - 1991 – A Baroque Christmas